# Gouvernement Kiev
Het gouvernement Kiev (Russisch: Киевская губерния; Kievskaja goebernija) was een gouvernement (goebernija) van het keizerrijk Rusland. Het gouvernement grensde aan de gouvernementen Minsk, Tsjernigov, Poltava, Cherson, Podolië en Wolynië. Het gouvernement had een oppervlakte van 50.999,5 km². De hoofdstad van het gouvernement was Kiev.
Het gouvernement Kiev ontstond met zeven andere gouvernementen in 1708. Het gouvernement kreeg in 1781 de status van onderkoninkrijk. Na de Poolse Delingen werd het gouvernement Kiev opnieuw opgericht aan de rechteroever van de Dnjepr. Dit bleef zo tot de Oktoberrevolutie van 1917. Na de oprichting van de Sovjet-Unie werd het gouvernement opgedeeld in verschillende oblasten bij de hervorming van 1923–1929. Het gebied rond Kiev werd na 1932 onderdeel van de oblast Kiev van de Oekraïense Socialistische Sovjetrepubliek.

## Geschiedenis

### Formatie en vroege hervormingen

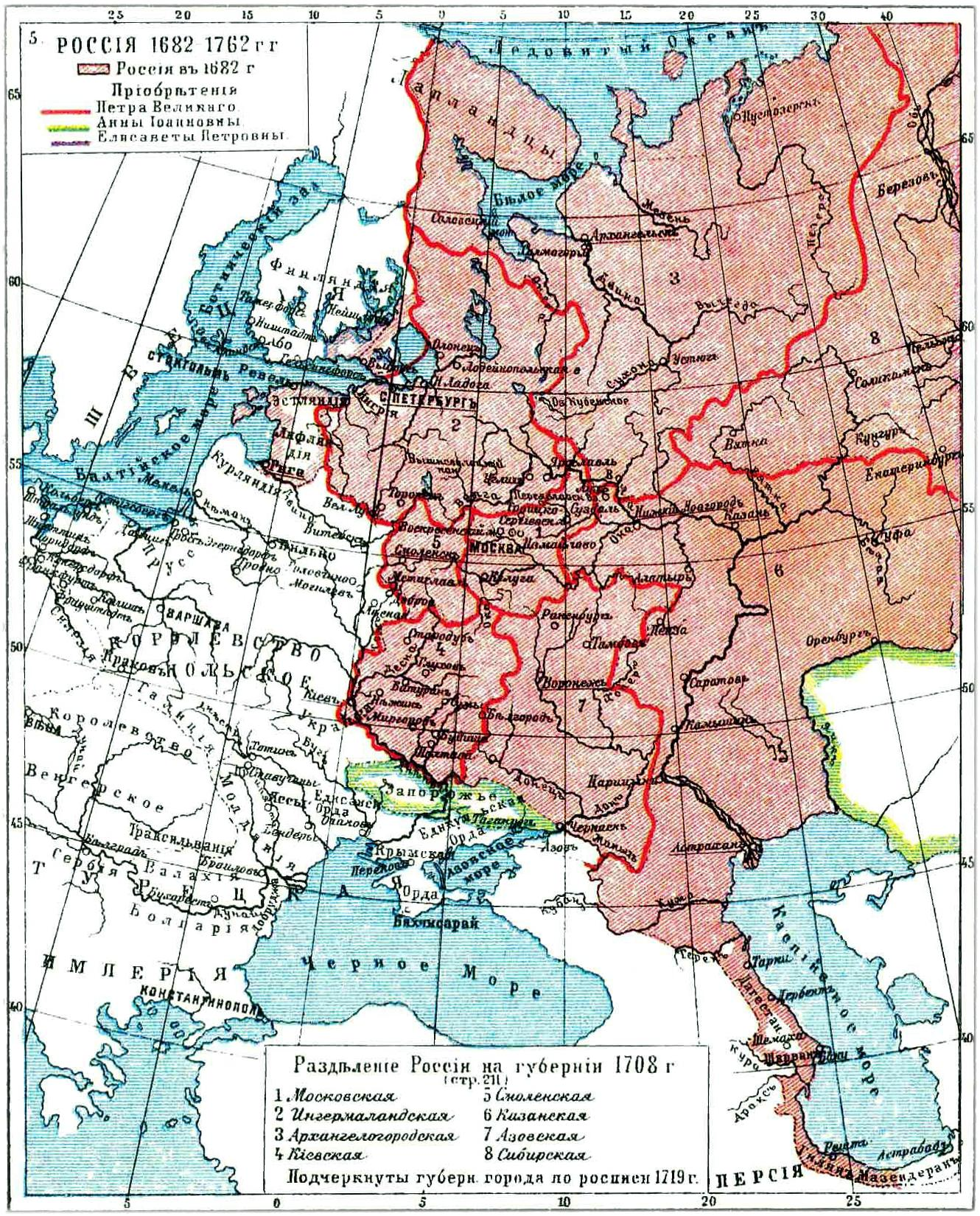
Het gouvernement Kiev als onderdeel van het keizerrijk Rusland, 1682–1762

Het gouvernement ontstond op 29 december 1708 met zeven andere gouvernementen door een oekaze van tsaar Peter I van Rusland. Als een administratieve eenheid bestond het naast door een regimentele eenheid van het Kozakken-Hetmanaat. Nieuw was het feit dat beide eenheden de hele achttiende eeuw naast bleven bestaan. Het regimentele districtenstelsel raakte als administratieve eenheid uit de gratie en het werd alleen nog gebruikt voor militaire doeleinden. Tijdens de formatie had het gouvernement 231.000 vierkante kilometer
Net zoals in de andere gouvernementen waren de grenzen van het gouvernement Kiev niet duidelijk afgebakend. Het gebied werd verdeeld rond een aantal steden en het bijbehorende land. Het gebied was gebaseerd op het Zilveren Land omgeven door het gouvernement Smolensk, het gouvernement Moskou en het gouvernement Azov.
Sommige steden van het gouvernement Azov werden overgedragen aan het gouvernement Kiev en de grotere geografische gebieden eerder naar Kiev dan naar Azov gingen. Voorbeelden hiervan de steden waren Charkov en Stary Oskol. Het gouvernement Kiev kreeg Troebtsjevsk van het gouvernement Smolensk. Andere steden gingen van het gouvernement Kiev naar het gouvernement Azov en het gouvernement Smolensk.
Het gebied werd verdeeld in oejezden en razrjaden en het gouvernement schafte het onwerkbare administratieve systeem af doorat het rijk zo snel groeide. Tijdens de hervormingen in de periode 1710 verdeelde men het gouvernement in administratieve en fiscale eenheden, doli gemaand, en het gouvernement Kiev werd verdeeld in vijf lots. De lots werden bestuurd door een landheer, de Duitse grootgrondbezitter.
Een nieuwe edict volgde op 29 mei 1719. Hierbij werden de Lots afgeschaft en de gouvernementen werden verdeeld in vier provincies waarvan de hoofdsteden Belgorod, Kiev, Orjol, en Sevsk waren. In 1719 werd het gouvernement verdeeld in eenenveertig steden. De provincies werden verdeeld in districten. Ondanks de hervorming, werd het gouvernement onderverdeeld in provincies en de regimenten werden nog steeds naast elkaar gebruikt.
Volgens de hervorming van 1727 werden de provincies Belgorod, Oryol en Sevsk van het gouvernement Kiev afgesplitst en werden onderdeel van het gouvernement Belgorod. De provincie Kiev bleef bij het gouvernement Kiev wat toen onderverdeeld was in uyezds in plaats van provincies.

### Onderkoninkrijk
In het proces van hervormingen onder Catharina II van Rusland, die ingezet waren bij het edit van 7 november 1775 de nieuwe administratieve status van namestnitsjestvo (onderkoninkrijk) kreeg. Op 16 september 1781 werd het edict geagendeerd dat het gouvernement in een onderkoninkrijk (Kievskoje namestnitsjestvo) zou veranderen. Het onderkoninkrijk werd onderverdeeld in oejezden.
In 1789 werden werd Gorodisjtsje onderdeel van het gouvernement Jekaterinoslav. In 1791 werd het onderkoninkrijk Kiev onderverdeeld in okroegs. In 1790 werden er oejezden aan het onderkoninkrijk toegevoegd.
Op 4 juni 1782 werd het wapen van Kiev officieel aangenomen en toen werd het de facto het wapen van het onderkoninkrijk. Het wapen toont de aartsengel Michaël in zilver met een zwaard op een azuren schild.

### Van late 18e eeuw tot vroege 20e eeuw
Het gouvernement Kiev werd opnieuw opgericht door een edict op 30 november 1796 van tsaar Paul I. Het gebied van Linkeroever-Oekraïne werd overgedragen aan het gouvernement Klein-Rusland rond Tsjernihiv. Het grondgebied van het gouvernement Kiev bevond zich op Rechteroever-Oekraïne. Met Kiev nog steeds de hoofdstad kreeg het gouvernement delen van de rechteroever van het vroegere onderkoninkrijk Kiev en delen van het vroegere woiwodschap Kiev en het woiwodschap Bracław die geannexeerd werden door het Keizerrijk Rusland. Deze gebieden werden verkregen uit het Pools-Litouwse Gemenebest en dan ging het om gebieden van de Poolse Kroon. Dit edict ging in op 29 augustus 1797 en hiermee kwam het aantal oejezden op twaalf.
Op 22 januari 1832 vormden het gouvernement Kiev samen met het gouvernement Wolinië en het gouvernement Podolië het generaal gouvernement Kiev ook bekend als de Zuidwestelijke krai. Vasili Levasjov kreeg tegelijkertijd de functie van militaire gouverneur van Kiev en generaal-gouverneur van Podolië en Wolynië aangewezen. In 1845 had het gouvernement 1.704.661 inwoners. In de overgang van de 19e naar de 20e eeuw bezat het gouvernement twaalf oejezden.
Tijdens de volkstelling van 1897 bleek dat het gouvernement 3.559.229 inwoners en dit maakte het gouvernement het dichtst bevolkte deel van het gehele Russische keizerrijk. De meeste mensen woonden op het platteland. Er woonden 459.253 mensen in steden, waarvan 248.000 in Kiev. Er waren 2.819.145 Oekraïners die 79,2% van de bevolking uitmaakten. Er waren 430.489 Joden die 12,1% van de bevolking uitmaakten. Er waren 209.427 Russen, die 5,9% van de bevolking uitmaakten. Er waren 68.791 Polen die 1,9% van de bevolking uitmaakten. Wat betreft religie waren er 2.983.736 personen die het oosters-orthodoxe geloof aanhingen, 433.728 hingen het jodendom aan, en 106.733 het rooms-katholieke geloof. 
Het gouvernement Kiev was een eenheid in het grotere generaal-gouvernement met allebei Kiev als hoofdstad. In 1915 werd het gouvernement-generaal opgeheven terwijl het gouvernement bleef bestaan.

### Na 1917
In het Oekraïne na de Russische Revolutie ging het gebied van het gouvernement Kiev vaak in andere handen over. Na de laatste keizerlijke gouverneur Aleksej Ignatjev, die aanbleef 6 maart 1917, werden de gouverneurs aangewezen door verschillende regeringen. Op bepaalde tijden werd de starost aangewezen door de Tsentralna Rada en de commissaris soms ondergronds eisten allebei de leidende positie van het gouvernement op. Sommige van de kortbestaande regimes hadden geen tijd om deelgebieden op te richten.
Terwijl de chaos minder werd in de jaren 20 ontstond de Oekraïense Socialistische Sovjetrepubliek en het gouvernement werd opnieuw opgericht. De leidende positie kreeg de Voorzitter van het Revolutionaire Comité van het Uitvoerend Comité.
Bij de hervorming van de Sovjet-Unie van 1923–1929 werd het gouvernement Kiev in 1923 opgedeeld in zes 
okroegen en in 1932 in hoorde het gebied bij de oblast Kiev.